# بادی ناکس
بادی ناکس (انگلیسی: Buddy Knox؛ ۲۰ ژوئیهٔ ۱۹۳۳ – ۱۴ فوریهٔ ۱۹۹۹ (۶۵ سال)) یک موسیقی‌دان اهل ایالات متحده آمریکا بود.